# Шиллинг, Диболд Младший

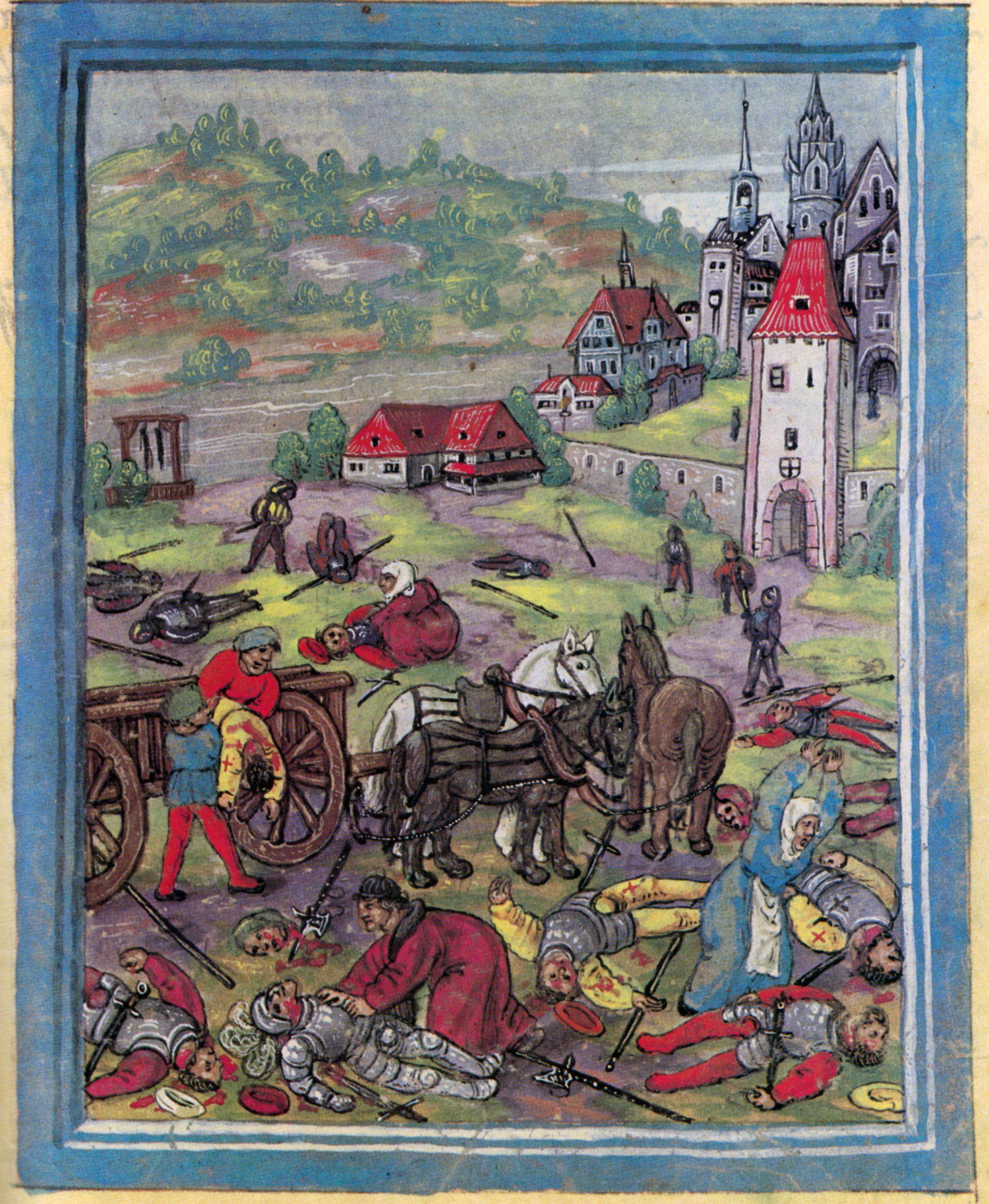
После битвы при Триболтингене (1499). Миниатюра из «Люцернской хроники» Диболда Шиллинга Младшего, 1513 г.

Диболд Шиллинг Младший (нем. Diebold Schilling der Jüngere; англ. Diebold Schilling the Younger; около 1460, Гагенау — 3 ноября 1515, 1520 или 1523, Люцерн) — швейцарский хронист, автор «Люцернского Шиллинга», одной из наиболее известных швейцарских иллюстрированных хроник.

## Биография

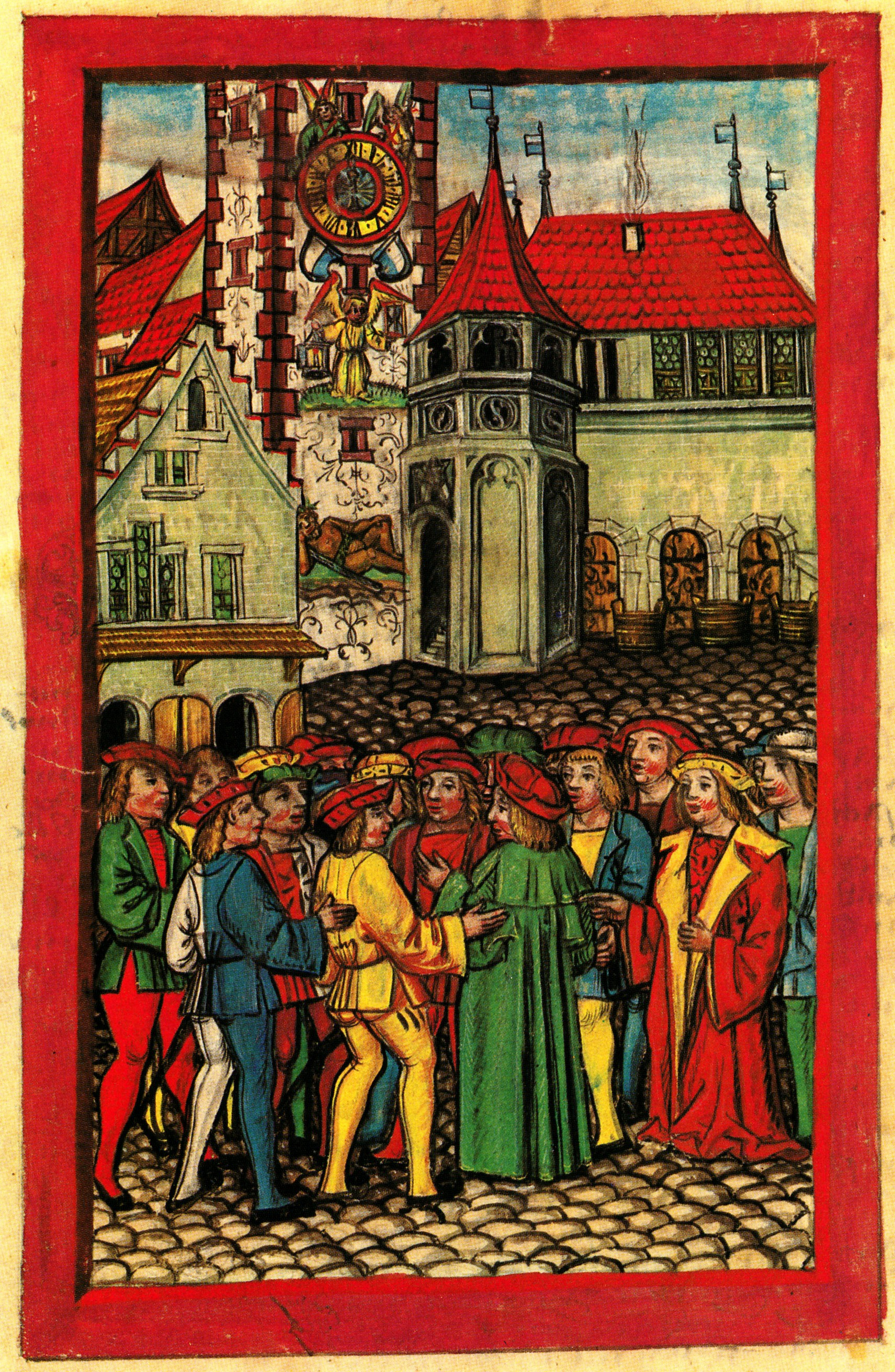
Площадь перед ратушей в Люцерне (1508). Миниатюра из «Люцернской хроники» Диболда Шиллинга Младшего, 1513 г.

Родился около 1460 года в Гагенау (совр. кантон Агно, департамент Нижний Рейн, Франция) в семье местного бюргера Ганса Шиллинга, незадолго до этого получившего место городского писаря в Люцерне. Являлся племянником известного швейцарского историка и хрониста Диболда Шиллинга Старшего из Берна. Изучал каноническое право сначала в Базеле, затем в Павии.
Имел довольно скандальную репутацию, уродившись в своего отца, наёмника и авантюриста, служившего венгерскому королю Матьяшу Хуньяди, но в 1488 году вернувшегося на родину нищим. 5 января 1477 года, будучи совсем юным, участвовал в историческом сражении при Нанси с бургундцами.
С 1479 года служил в Люцерне городским, а с 1482 года королевским и папским нотариусом. В 1481 году получил сан священника, получив в мае 1483 года пребенду при капелле Св. Петра и коллегиальной церкви Св. Леодегара. Однако моральный облик его и поведение вызывали столько нареканий, что в 1487 году он был арестован и заключён на 2 года в башню, откуда освобождён был досрочно под поручительство влиятельных лиц, в том числе известного летописца и члена городского совета Мельхиора Русса и собственного отца.
Около 1490 года он снова ввязался в скверную историю, убив в пьяной драке посетителя местной таверны, за что был оштрафован и принуждён ежегодно служить по своей жертве заупокойную мессу. В 1494—1497 годах упоминается в документах в качестве нотариуса, оформлявшего сделки по торговле вином.
В 1496 году он получил бенефиций Св. Екатерины при капелле Св. Петра, а в 1497-м устроился переводчиком к миланскому послу Торниелю в Люцерне, сделавшись активным сторонником и агентом миланского герцога Лодовико Моро. Позже поступил на службу к императору Священной Римской империи Максимилиану I, сделавшись, таким образом, «слугой двух господ».
Будучи горячим противником Франции и критиком её сторонников, в частности, люцернского хрониста Петерманна Эттерлина, Диболд Шиллинг Младший открыто симпатизировал императору Максимилиану I, который в 1507 году лично пригласил его на заседание рейхстага в Констанце.
Умер 3 ноября 1515 года, по другим данным, между 1516 и 1523 годами, в Люцерне. Погребён был на кладбище при церкви Св. Леодегара, полностью уничтоженной пожаром 1633 года, на месте которой в 1638 году возведён был новый собор (могила утрачена). В Люцерне сохранился его дом по адресу: Санкт-Леодегарштрассе, 13.

## Сочинения
Является автором иллюстрированной хроники «Люцернский Шиллинг», или «Люцернской хроники» (нем. Luzerner Chronik), составленной в 1509—1513 годах на средневерхненемецком языке, которую представил городскому совету Люцерна 15 января 1513 года. Охватывающая период начиная с мифического основания в 503 году на месте Люцерна монастыря Санкт-Леодегар им Гоф (в реальности возникшего не ранее VIII века) до 1509 года и содержащая оригинальные сведения начиная с 1385 года, она, по-видимому, так и осталась незавершённой.
Как историк Диболд Шиллинг Младший внес заметный вклад в современную ему историографию. При описании событий XIV—XV веков он, безусловно, пользуется данными хроник Эберхарда Мюльнера (ум. 1382), Бенедикта Чахтлана (1470) и Мельхиора Русса (1488), «Описания Швейцарской конфедерации» Генриха Гундельфингена (1479), «Нюрнбергской хроники» Хартмана Шеделя (1493), рифмованной «Хроники Швабской войны» Никлауса Шрадина (1500) и «Хроники Швейцарской конфедерации» Петерманна Эттерлина (1507), в то же время, использование им хроники собственного дяди Диболда Шиллинга Старшего (1480-е гг.) является предметом дискуссии среди исследователей, о некоторых событиях же конца XV — начала XVI вв. он явно сообщает как очевидец.
Особое внимание им уделяется периоду 1474—1513 годов, в частности, внешней политике и дипломатии Швейцарского союза, военным конфликтам и участию в них наёмных швейцарских войск. Вместе с тем, достаточно подробно описывается местная городская, светская и религиозная жизнь, строительство общественных и церковных зданий.
Немалое значение для историков имеют многочисленные миниатюры к «Люцернской хронике», которых насчитывают всего 443, содержащие подробные изображения политических событий, государственных мероприятий, военных действий, религиозных церемоний, архитектурных сооружений, а также одежды, доспехов, вооружения, военной техники, знамён, гербов, фортификационных укреплений Швейцарского союза и сопредельных государств (Бургундии, Франции, Священной Римской империи и др.) XIV — нач. XVI века. В этих изображениях, которыми проиллюстрировано большинство листов рукописи, заметно влияние искусства Ренессанса, среди них встречаются заключённые в готические рамки и двухстраничные. Автором большинства миниатюр считается сам Диболд Шиллинг, около трети принадлежат люцернскому мастеру Гансу фон Арксу, остальные созданы другим неизвестным художником.
Довольно подробно освещая быт современной автору эпохи, эти красочные иллюстрации, однако, не могут рассматриваться в качестве достоверных источников при реконструкции реалий более раннего периода XIV — первой пол. XV в. В начале XVII века они использованы были цюрихским художником Гансом Генрихом Вегманном, украсившим старинный люцернский мост Капельбрюкке картинами на исторические темы.
Рукопись хроники, состоящая из 342 пергаментных листов форматом 39,5 Х 28,5 см, датированная примерно 1513 годом, хранится в Центральной библиотеке Люцерна (Zentral und Hochschulbibliothek Luzern, Hs. S. 23), более поздние бумажные копии — в книжных собраниях Беромюнстера, Цюриха и Аргау. Именно по рукописи 1513 года опубликовал в 1862 году хронику в Люцерне швейцарский историк Франц Йозеф Шиффман. Комментированное научное издание её было выпущено в 1932 году в Женеве под редакцией Роберта Даррера и Пауля Гилберта, а факсимильное издание подготовлено в 1977 и 1981 годах в Мюнхене историком-искусствоведом профессором Лозаннского университета Альфредом А. Шмидом.

## Галерея миниатюр

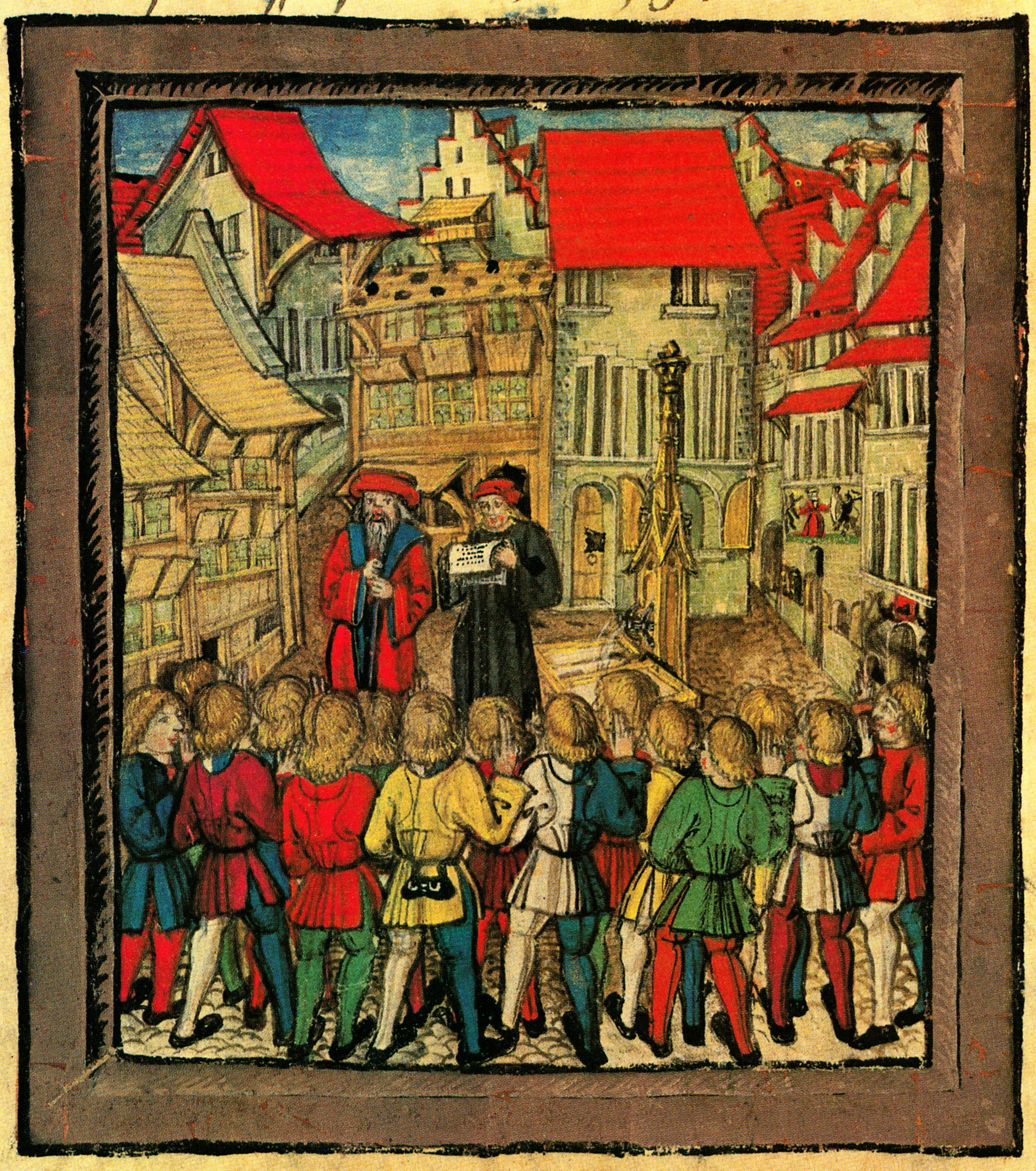
Клятва люцернцев о присоединении к Швейцарскому союзу (1333)
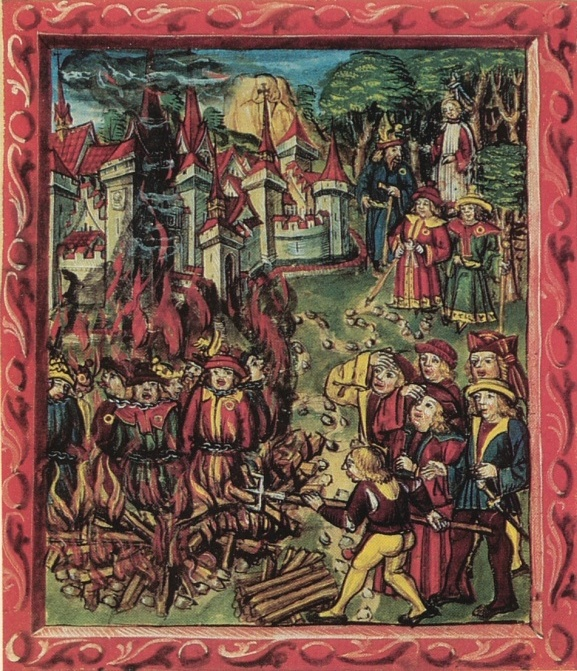
Сожжение евреев в Аугсбурге во время «Чёрной смерти» (1348)
Разрушение войсками союза замка Нойгабсбург в Меггене (1352)
Рыцарский турнир в Золингене (1361)
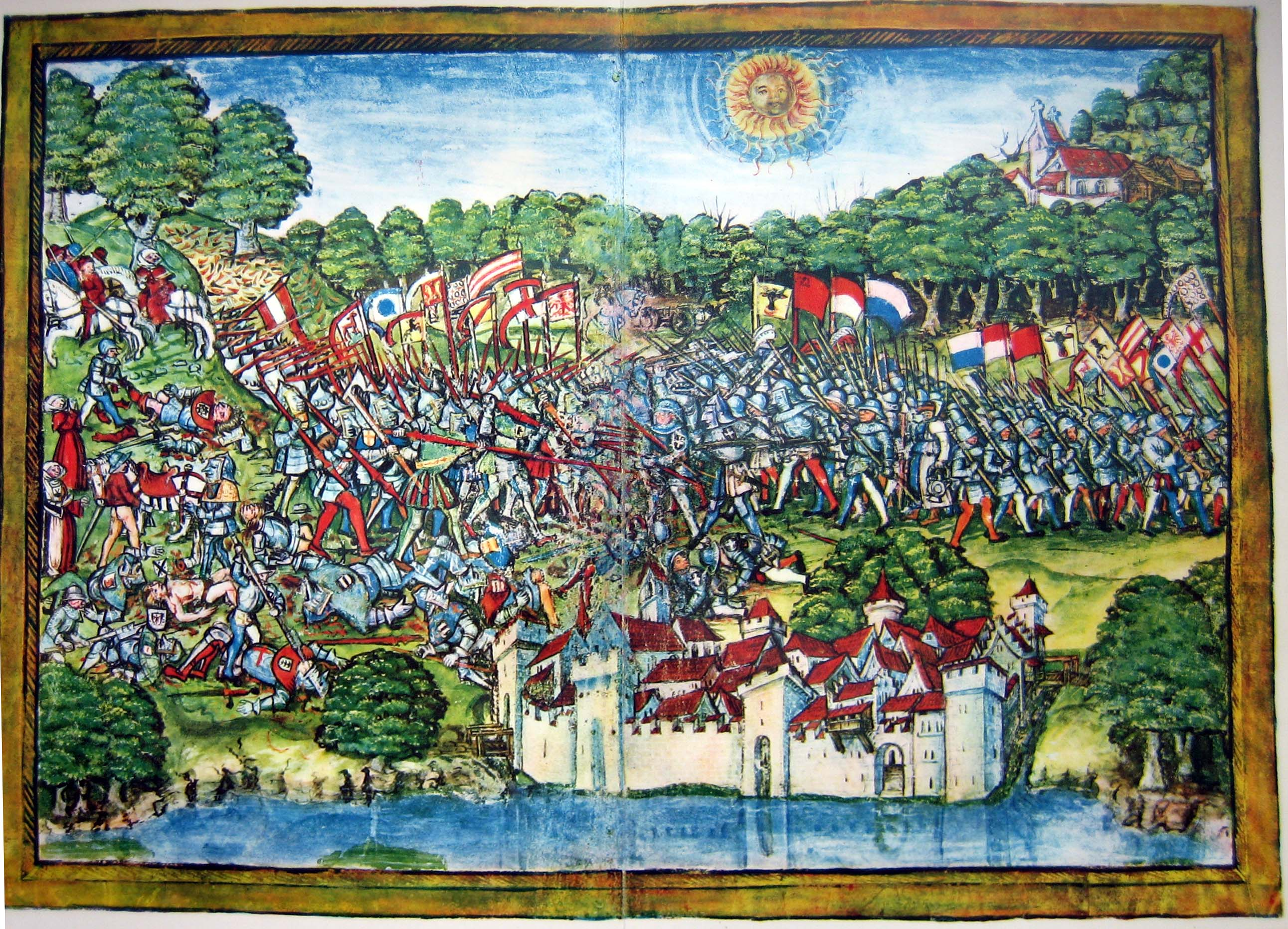
Битва при Земпахе (1386)
Поход наёмников из Бремгартена к Виллизау (1387)
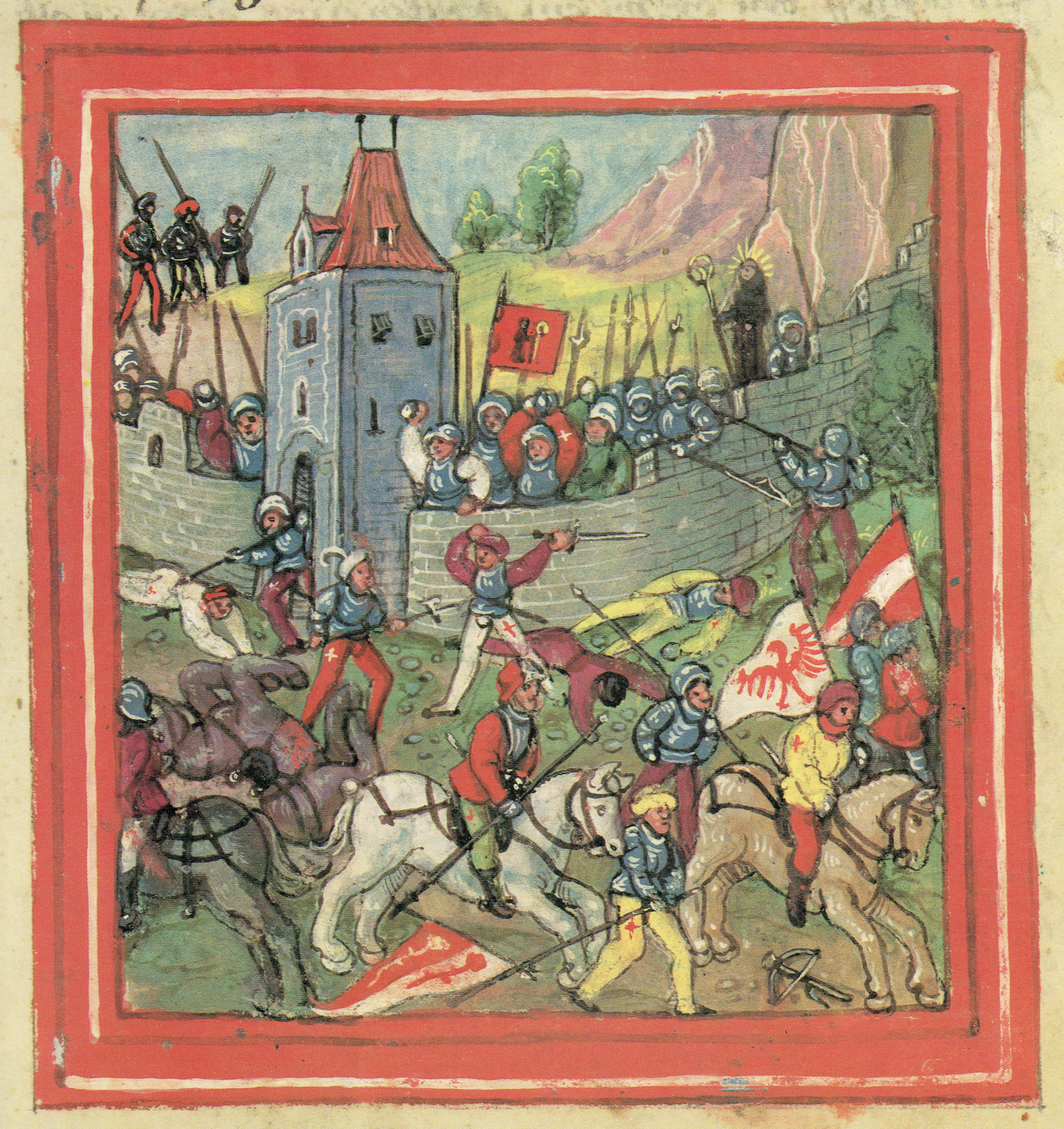
Битва при Нефельсе (1388)
Сражение у стен Хюненберга (1389)
Люцернцы, цюрихцы и энтлебухцы у стен Бадена (1389)
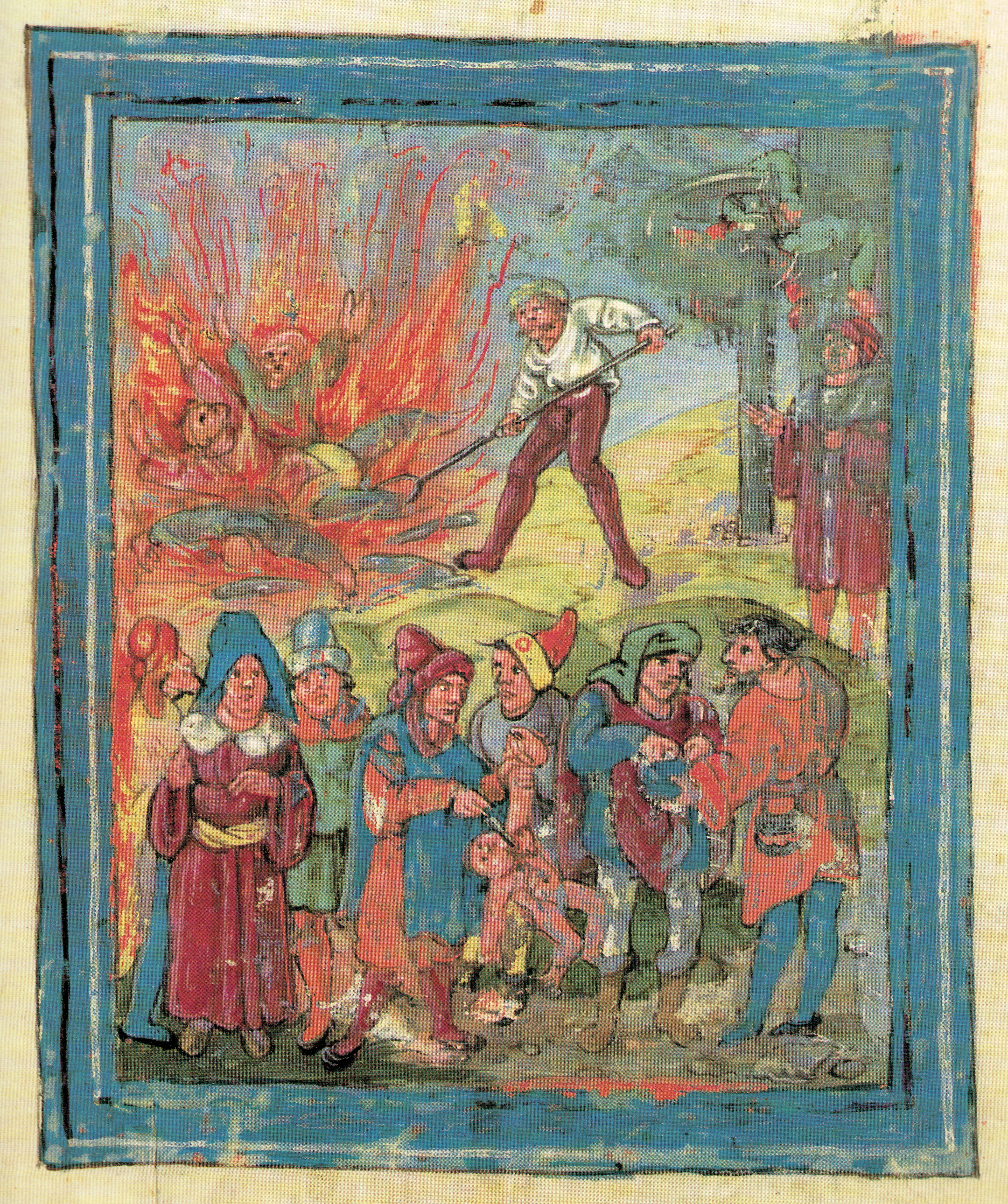
Сожжение в Дисенхофене евреев, обвинённых в ритуальных убийствах детей (1401)
Строительство укреплений в Люцерне (1409)
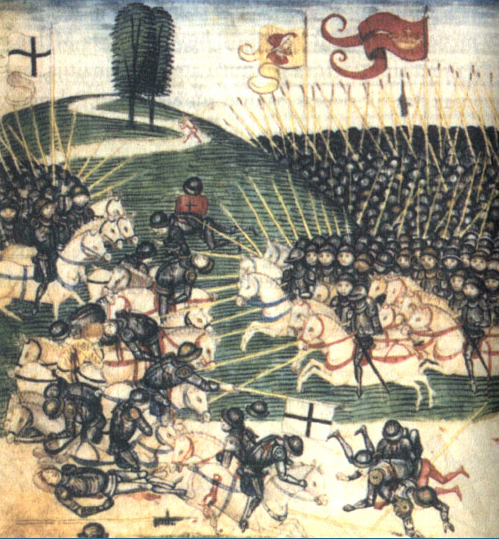
Битва при Грюнвальде (1410)
Вступление короля Сигизмунда с дружиной в Асти (1412)
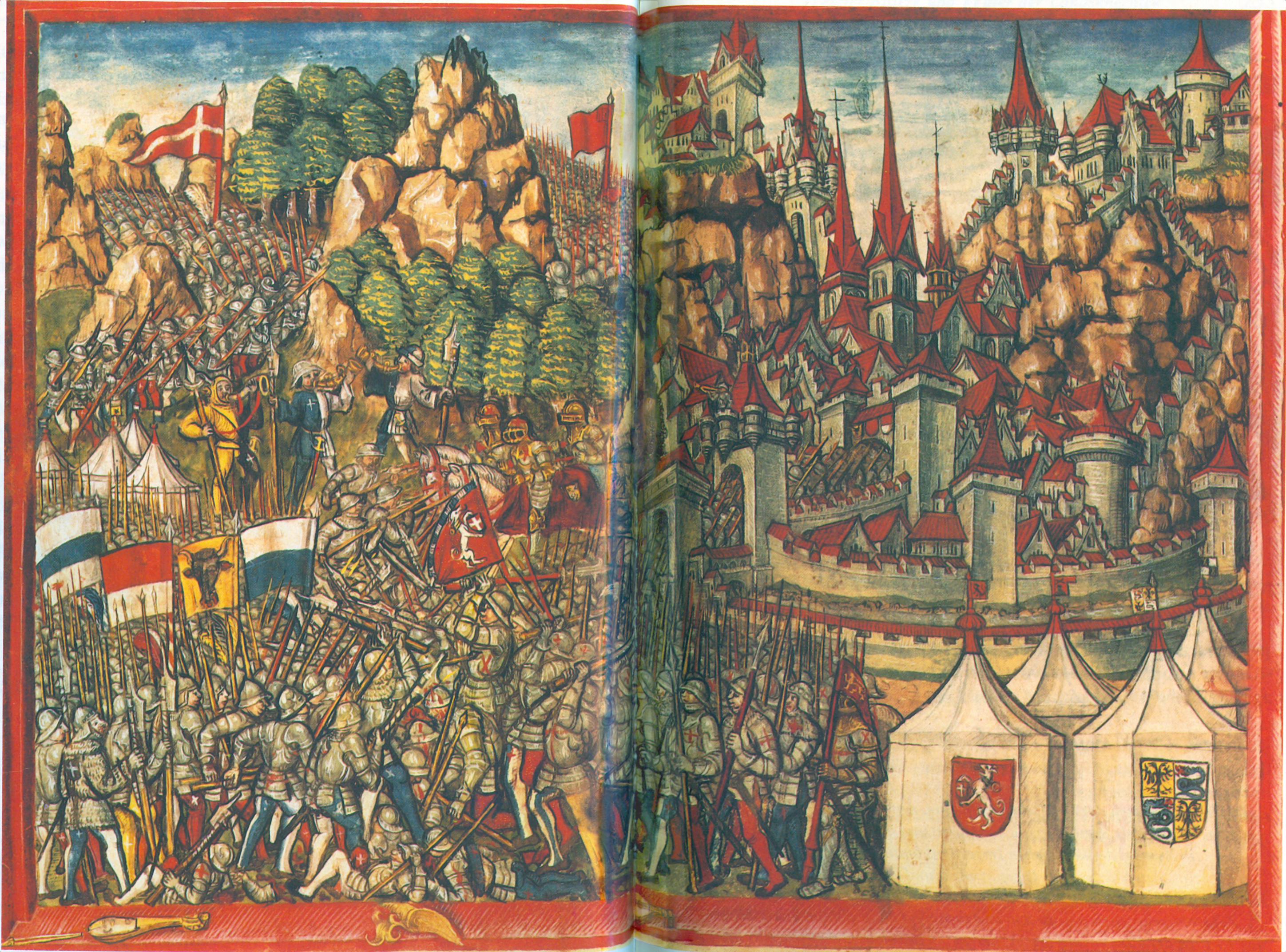
Битва при Арбедо (1422)
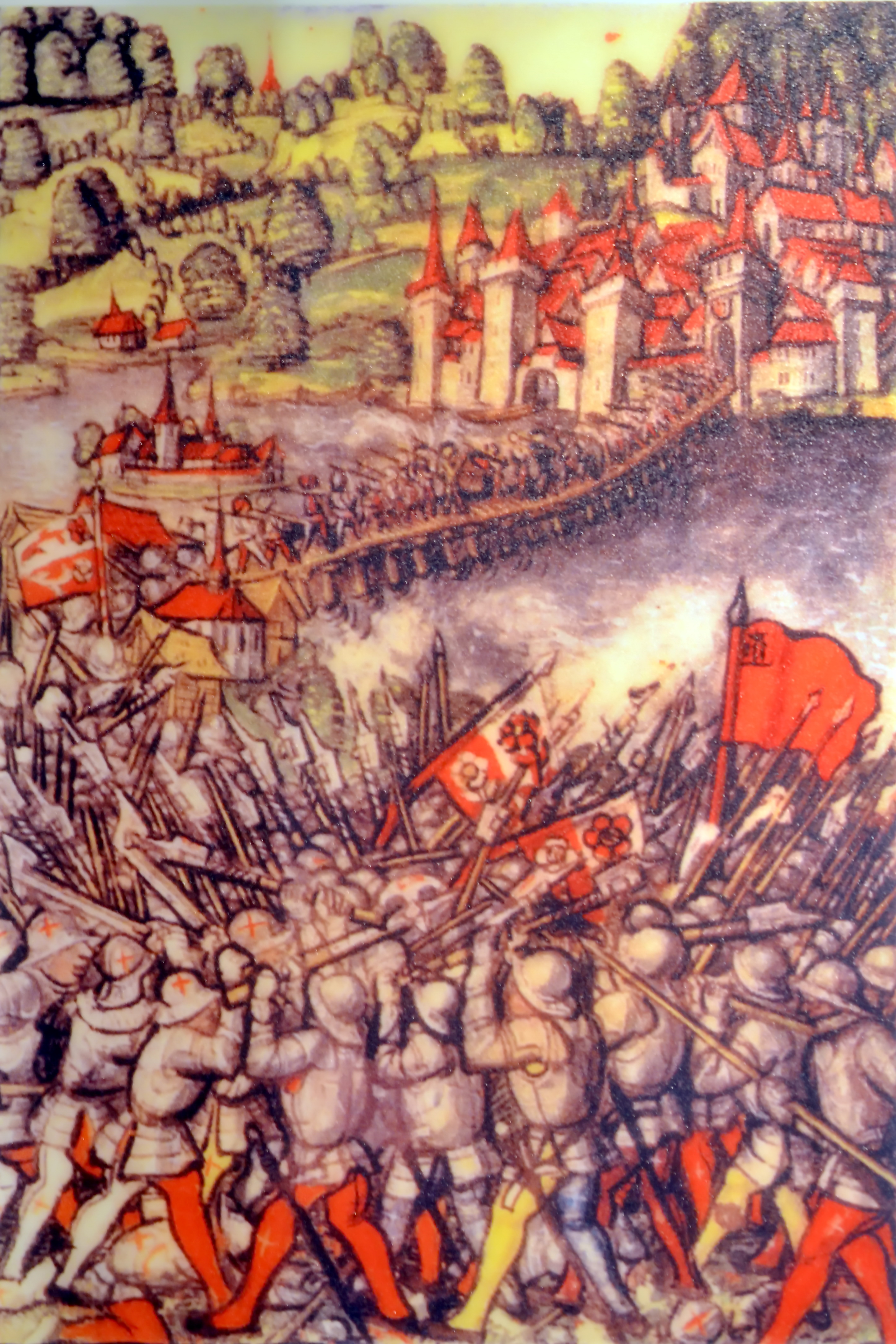
Битва при Фрайенбахе (1443)
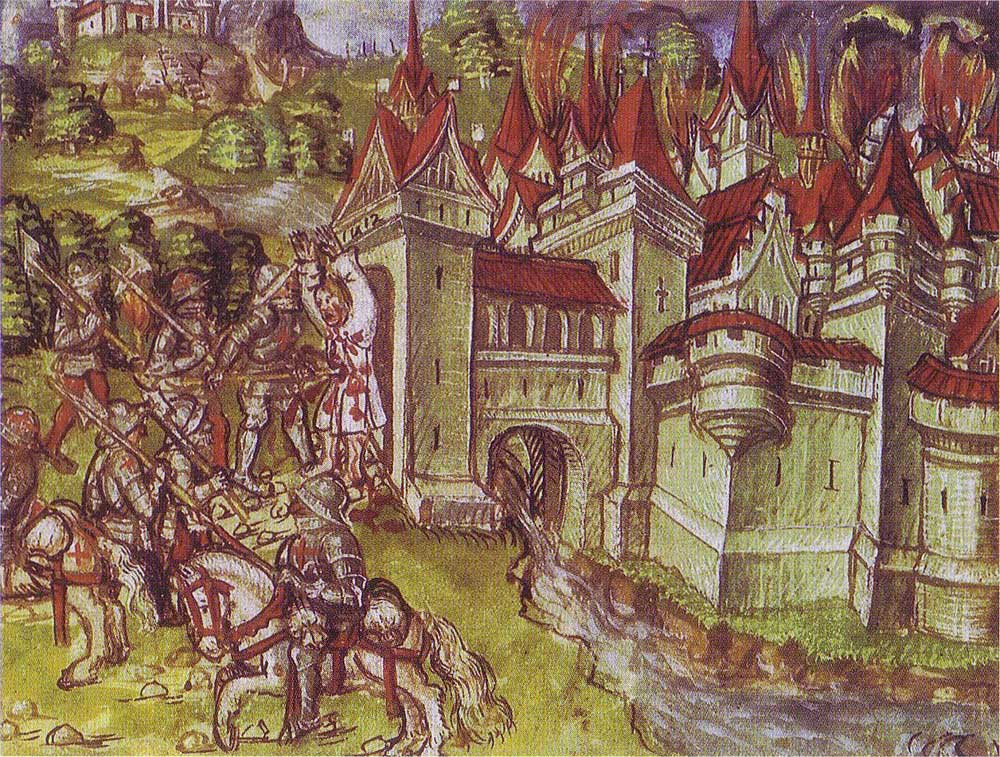
Ночная резня в Бругге (1444)
Похищение гостии Анной Вёгтлин в Эттисвиле (1447)
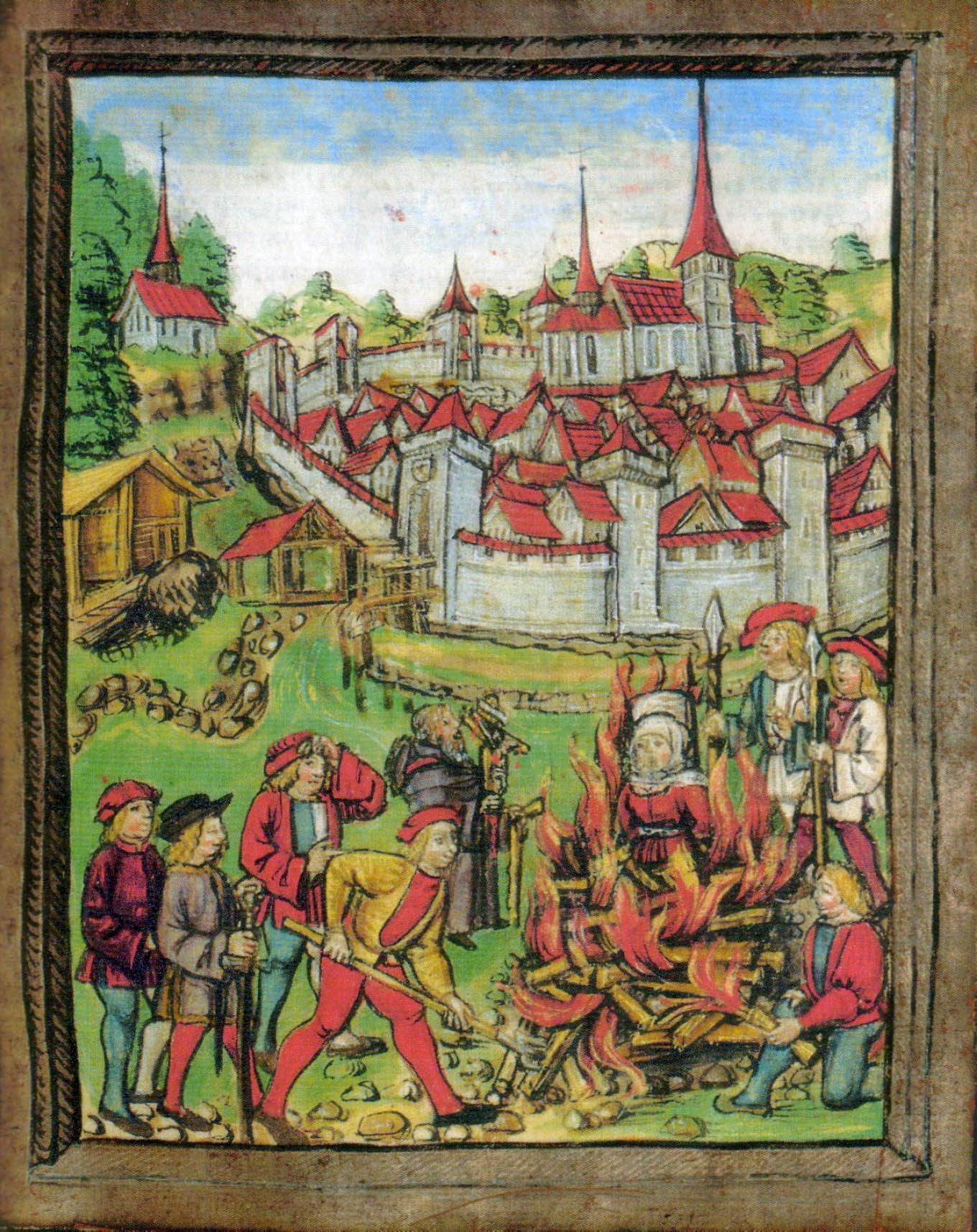
Сожжение на костре Анны Вёгтлин в Виллизау (1447)
Приглашение на праздник стрелков в Констанце (1458)
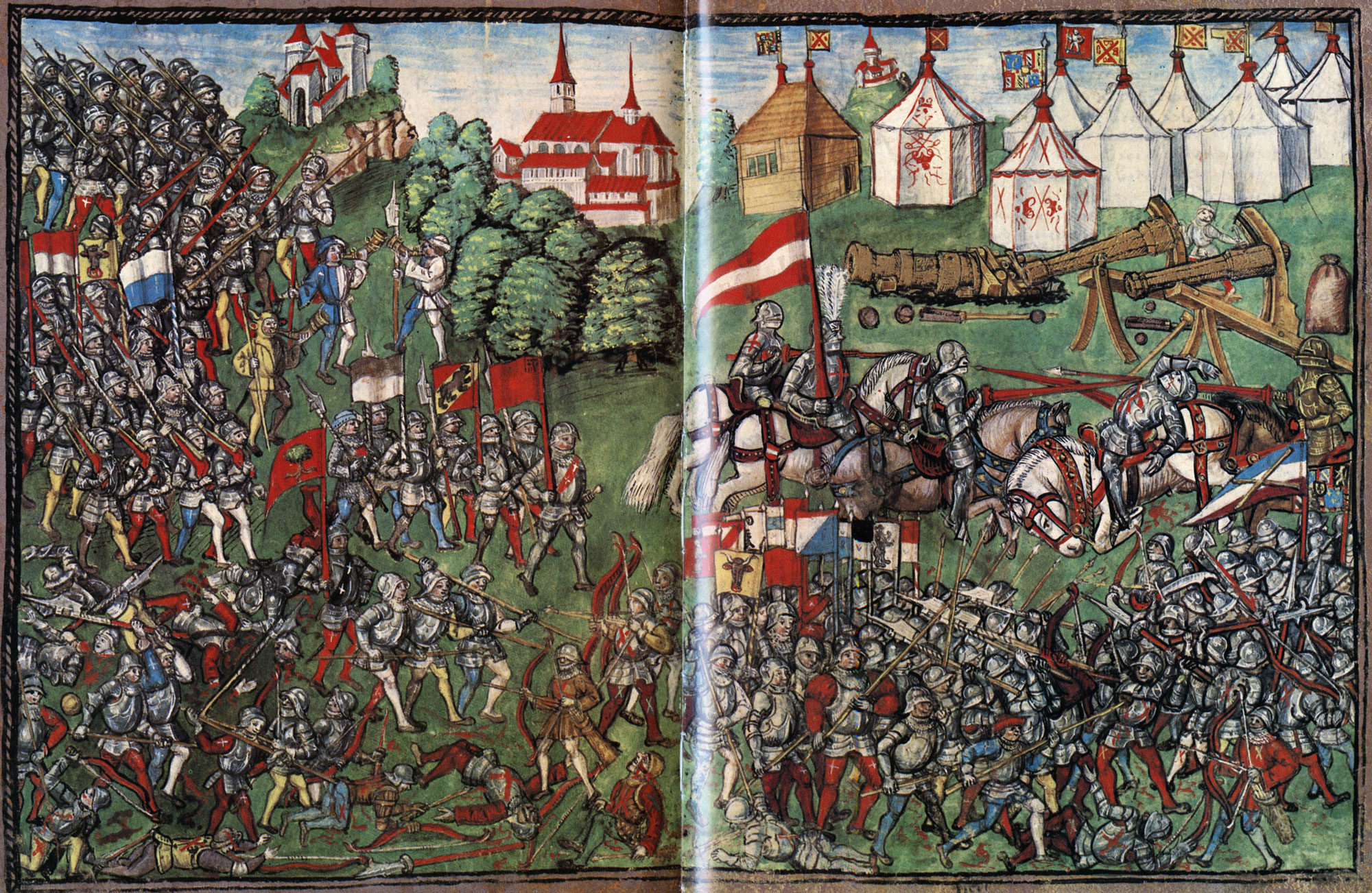
Битва при Грансоне (1476)
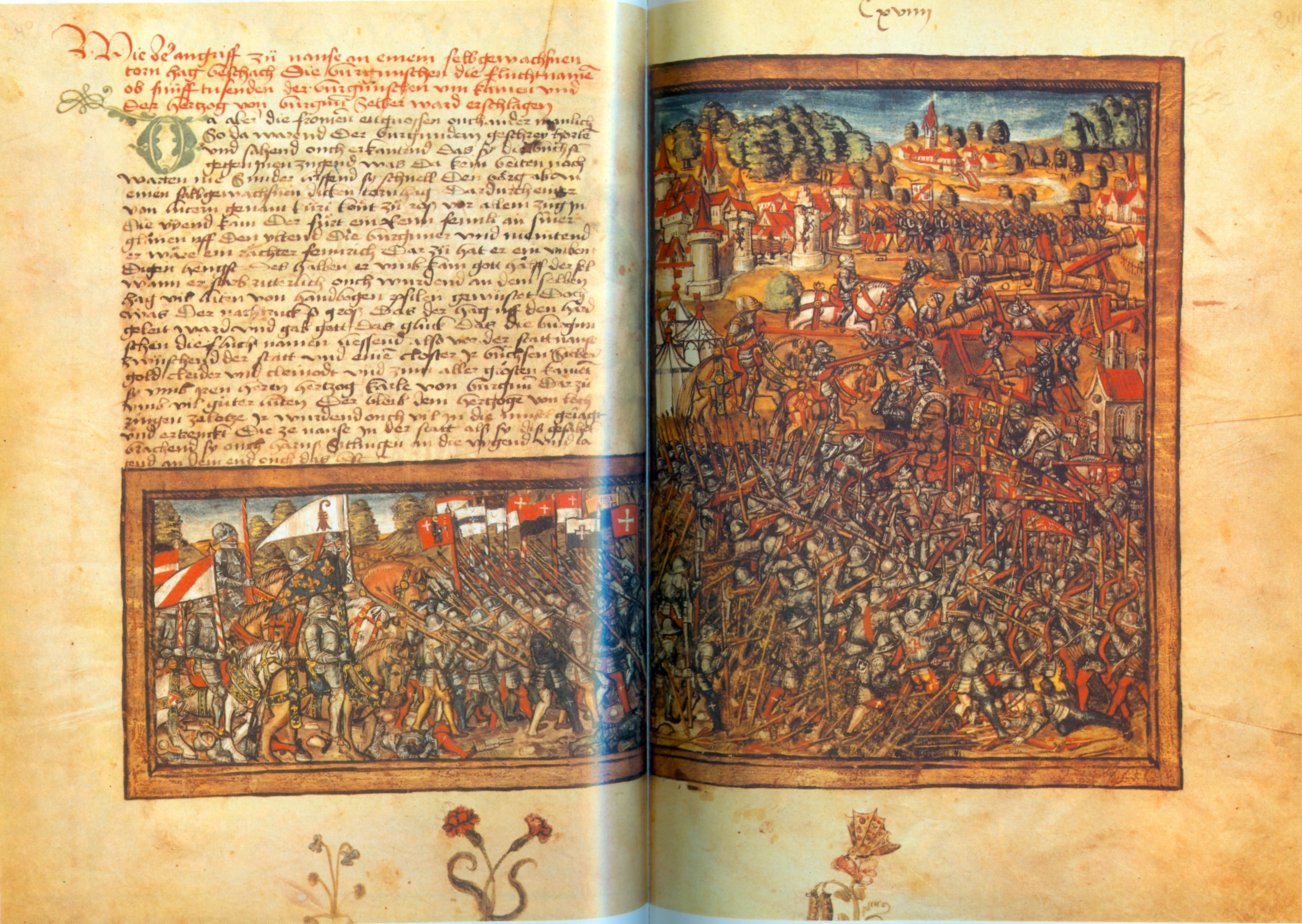
Битва при Нанси (1477)
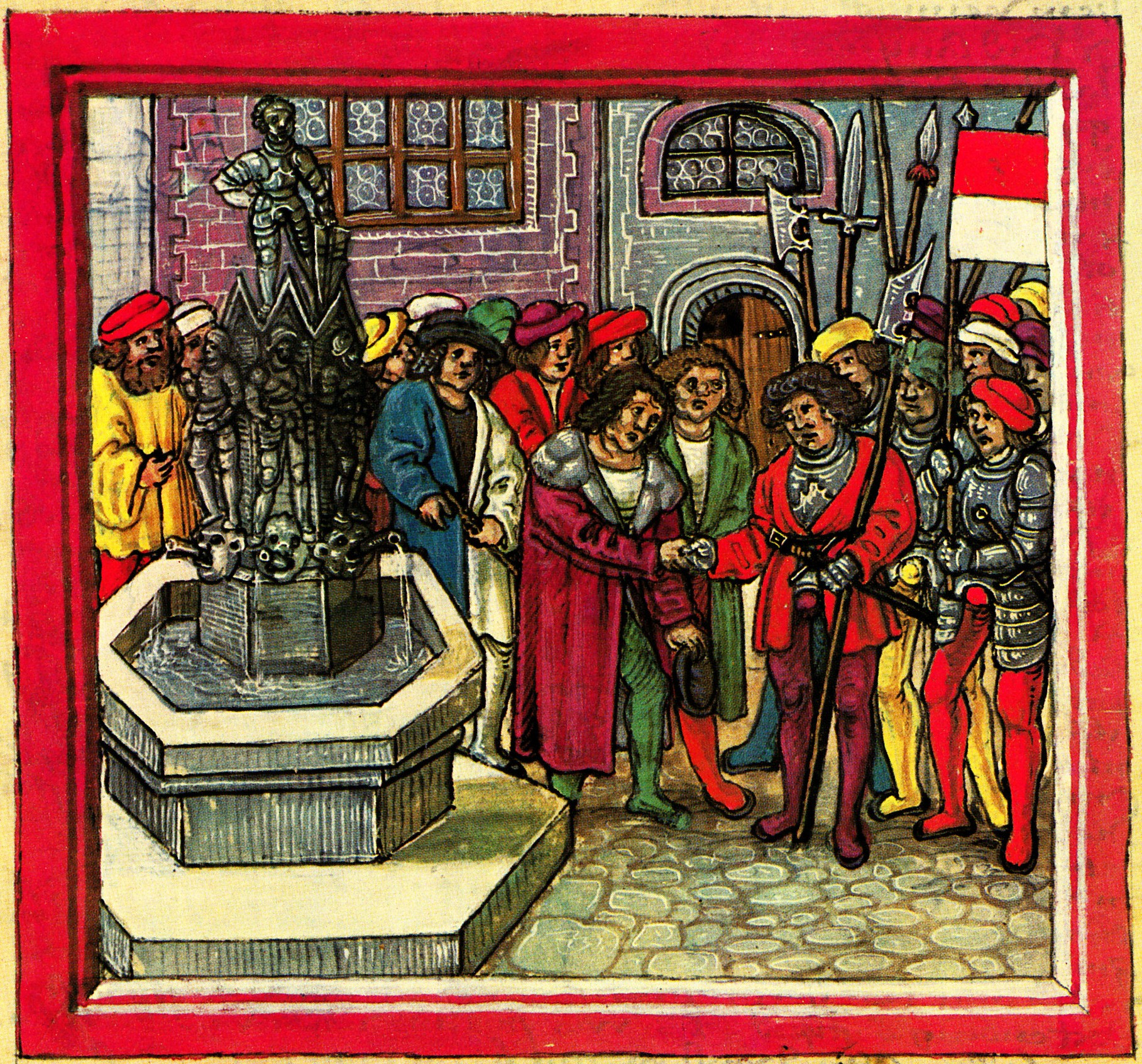
Встреча войск Унтервальдена на площади Вайнмаркт в Люцерне (1490)
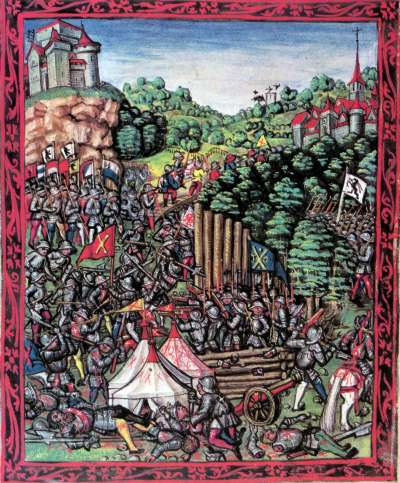
Битва при Фрастанце (1499)
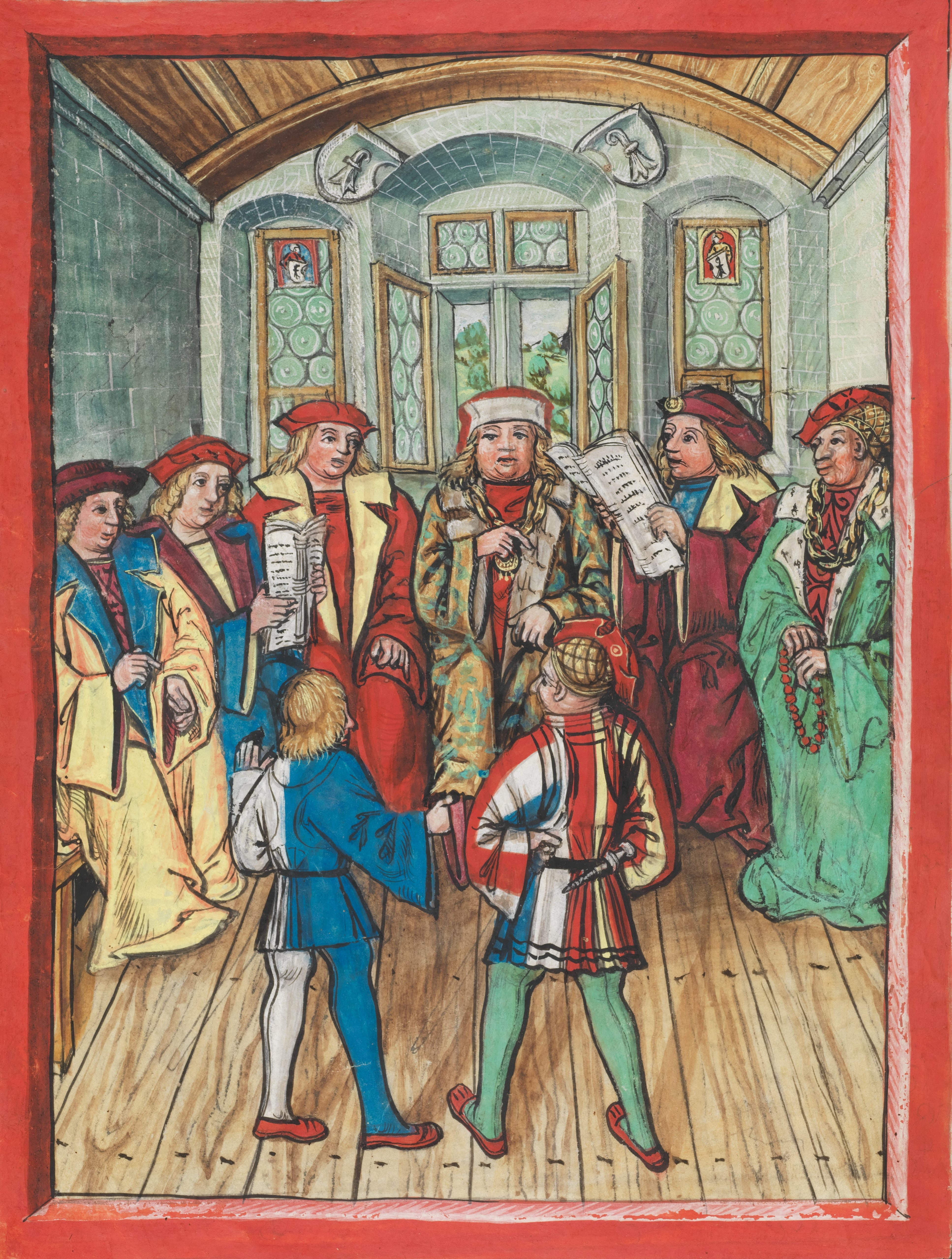
Подписание Базельского мирного договора (1499)
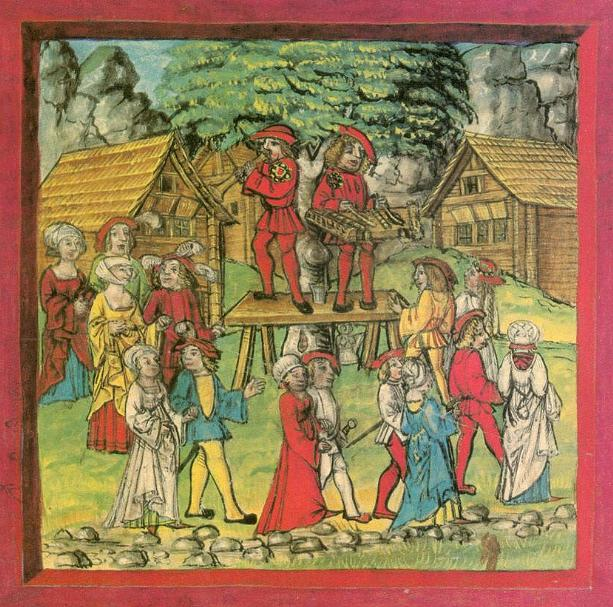
Музыканты, играющие на рожке и цимбалах (1500)
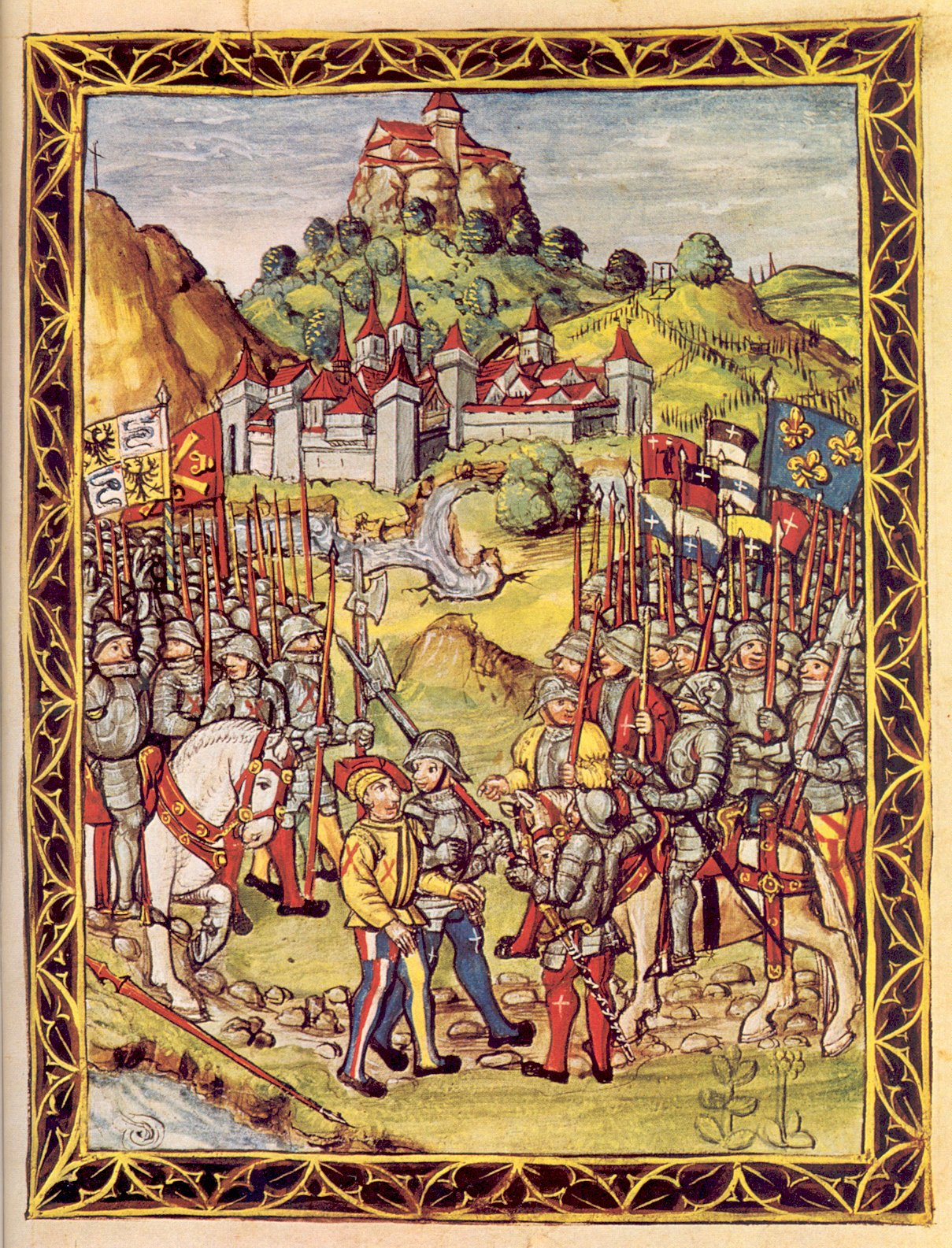
Выдача швейцарцами герцога Лодовико Моро французам после битвы при Новаре (1500)
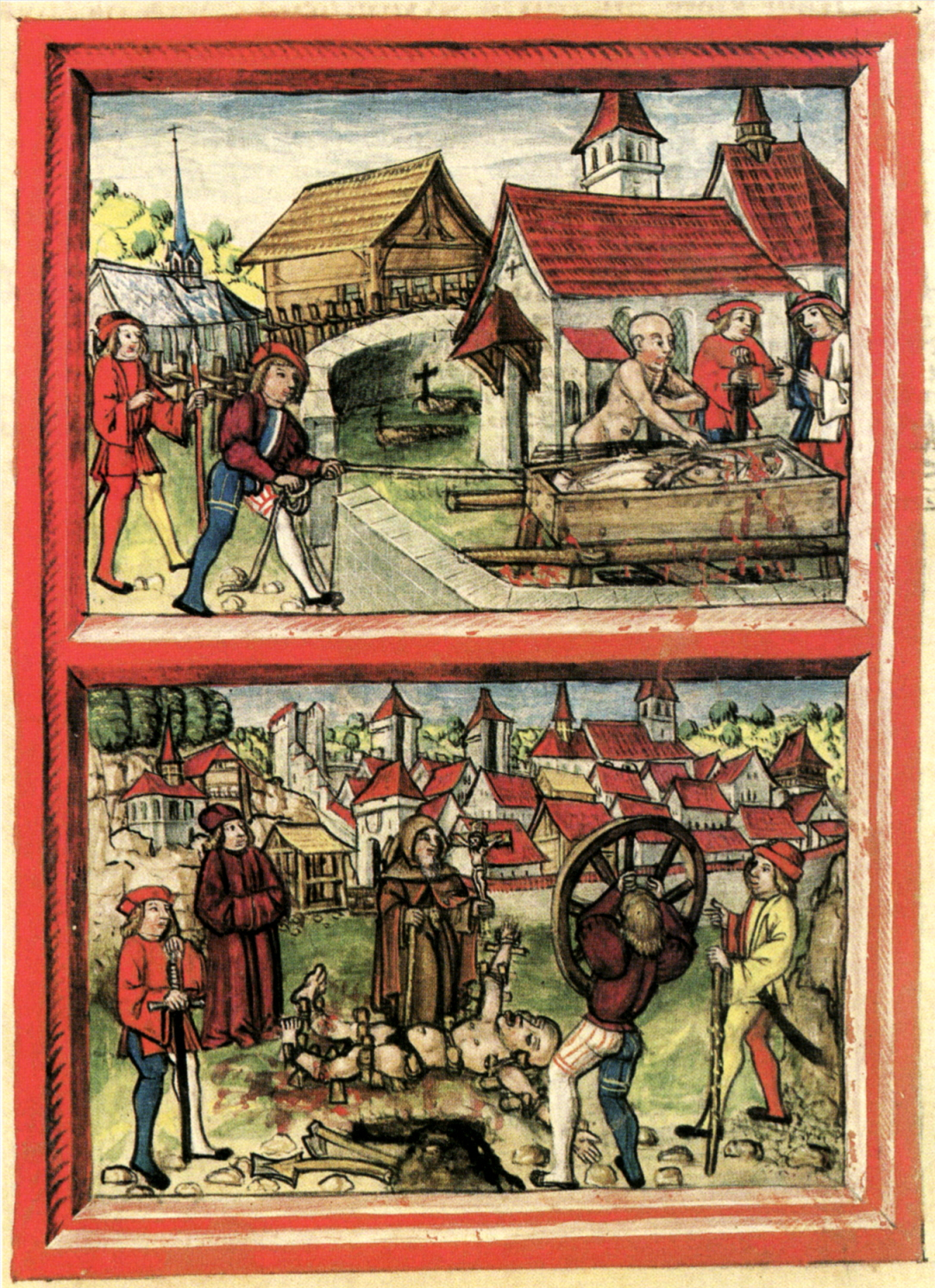
«Божий суд» над женоубийцей Гансом Шписсом и казнь его в Эттисвиле (1503)
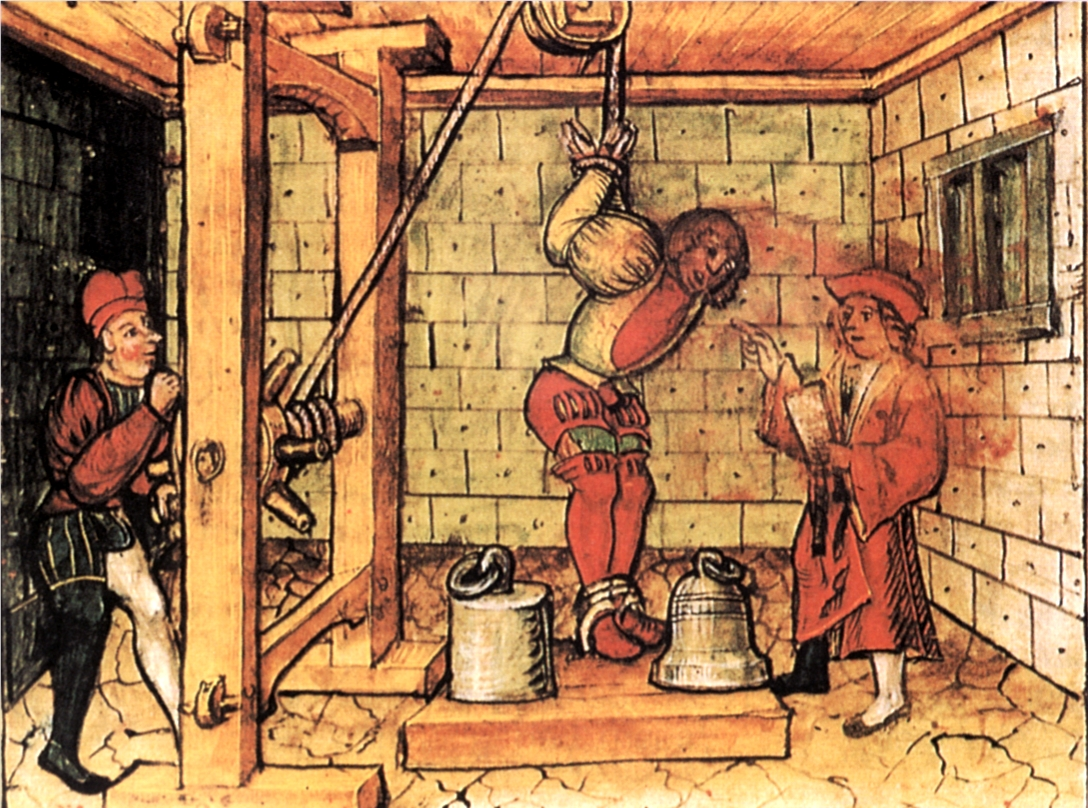
Допрос Ганса Шписса под пыткой (1503)
Ночь убийств в Люцерне (1513)
Строительство Францисканской церкви в Люцерне (1513)

## Издания
- Diebold Schilling’s des Lucerners Schweizer-Chronik, abgedr. nach der Originalhandschrift auf der Bürgerbibliothek der Stadt Lucern. Herausgegeben von Franz Josef Schiffmann. — Lucern, 1862.
- Diebold Schilling. Luzerner Bilderchronik 1513: zur VI. Jahrhundertfeier des Eintrittes Luzerns in den Bund der Eidgenossen, herausgegeben von Robert Durrer und Paul Hilber. — Genf: Sadag, 1932.
- Die Schweizer Bilderchronik d. Luzerner Diebold Schilling. 1513, herausgegeben von Alfred A. Schmid. — Munich, 1977 (факсим.); Munich, 1981 (факсим. с комм.).